# Большие Поляны (Смоленская область)
Большие Поляны — деревня в Тёмкинском районе Смоленской области России. Входит в состав Медведевского сельского поселения.

## География
Деревня Большие Поляны расположена в восточной части Смоленской области, в 2 км к западу от Тёмкина, в 26 км северо-восточнее автодороги Р132 Вязьма — Калуга — Тула — Рязань. В 3 км восточнее деревни находится железнодорожная станция Тёмкино на линии Вязьма — Калуга.

## История
В годы Великой Отечественной войны деревня была оккупирована гитлеровскими войсками в октябре 1941 года, освобождена в марте 1943 года.

## Население
Численность населения Больших Полян — 25 человек (2007).